# 约瑟夫·恰普科维奇
约瑟夫·恰普科维奇（1948年1月11日—），斯洛伐克男子足球运动员，司职中场。他曾代表捷克斯洛伐克国家队参加1976年欧洲足球锦标赛，结果队伍获得冠军。

## 家庭
孪生兄弟扬·恰普科维奇。